# Siphonorhis
Genre
Siphonorhis est un genre d'oiseaux de la famille des Caprimulgidae. Il est constitué de deux espèces dont une, P. americana, est éteinte.

## Liste d'espèces
D'après la classification de référence (version 3.1, 2012) du Congrès ornithologique international (ordre phylogénique) :
- Siphonorhis brewsteri – Engoulevent grouillécor
- †Siphonorhis americana – Engoulevent de Jamaïque

Parmi celles-ci, une espèce est éteinte :
- †Siphonorhis americana – Engoulevent de Jamaïque